# Barbacena (Elvas)
Barbacena is een plaats (freguesia) in de Portugese gemeente Elvas en telt 778 inwoners (2001).